# Ferdinand Reisinger (Radsportler)
Ferdinand Reisinger ist ein ehemaliger österreichischer Radrennfahrer.

## Sportliche Laufbahn
Reisinger war im Straßenradsport aktiv. Im Etappenrennen Wien–Rabenstein–Gresten–Wien 1957 holte er einen Etappensieg. Die Internationale Friedensfahrt bestritt er dreimal. 1955 wurde er 72., 1958 68. im Endklassement. 1954 war er ausgeschieden. In der Polen-Rundfahrt 1958 kam er auf den 27. Rang und war damit bester Österreicher. 
1959 wurde er Berufsfahrer. Bei den Straßenradsport-Weltmeisterschaften 1960 und 1961 beendete er das Profirennen nicht.